# Рудник Колосорі
Рудник Колосорі – гірничодобувний майданчик у Меланезії, в державі Соломонові острови.
Копальня знаходиться в центральній частині архіпелагу на острові Санта-Ісабель, неподалік від його південного завершення та менш ніж за кілометр від узбережжя. Вона почала роботу наприкінці 2023 року з метою розробки нікелевого родовища з запасами біля 7 млн тонн латеритової руди (хоча власники збираються провадити розвідувальні роботи з метою прирощення ресурсної бази). Первісно термін служби рудника визначили у 6 років із максимальним річним видобутком до 1,5 млн тонн. 
Нікелеві поклади залягають в пластах завтовшки від 1 до 8 метрів на глибині від 1 до 5 метрів. Як наслідок, розробку ведуть відкритим способом, при цьому первісний прокт передбачає створення десяти кар’єрів.
Копальня не має жодних збагачувальних потужностей та працює за методом прямого відвантаження руди. Автомобілі доправляють продукцію прямо на баржі, для яких облаштували дерев’яний причал, здатний одночасно обслуговувати три такі судна (всього для проекту замовили чотири баржі тонажем по 3 тисячі тонн). Далі баржі виводять в море з метою перевантаження руди на судна тонажем 55 – 60 тисяч тонн, що стоять на рейді за вісім сотень метрів від узбережжя. Руда, яка не підходить для транспортування за параметрами вологості, складується на майданчику, де природнім шляхом доходить до кондиції. Окрім причалу логістична інфраструктура включає сховище палива для буксирів.
80% участі в проекті отримала Pacific Nickel Mines Kolosori, що є дочірньою структурою австрfлійської гірничодобувної компанії Pacific Nickel Mines. Ще 20% віддали місцевим землевласникам.